# Paruzzaro
Paruzzaro (piemontiul: Parscé) település Olaszországban, Piemont régióban, Novara megyében. Lakosainak száma 2137 fő (2023. január 1.). Paruzzaro Arona, Gattico-Veruno, Invorio és Oleggio Castello községekkel határos.

## Népesség
A település lakossága az elmúlt években az alábbi módon változott:
| Lakosok száma | 2171 | 2211 | 2137 |
|               | 2017 | 2018 | 2023 |